# Cynorta geniculata
Cynorta geniculata is een hooiwagen uit de familie Cosmetidae.